# Gusch Etzion
Gusch Etzion (hebräisch גּוּשׁ עֶצְיוֹן) (Etzion-Block) ist eine Gruppe israelischer Siedlungen im Westjordanland und eine Regionalverwaltung in Judäa und Samaria. Die Gebiete von Siedlungsblock und Regionalverwaltung sind nicht völlig identisch. Gusch Etzion liegt auf halber Strecke zwischen Jerusalem und Hebron.

## Geschichte
Erste Versuche, Siedlungen auf dem Gebiet des heutigen Gusch Etzion zu errichten, scheiterten 1917–1919 und 1935–1936. Die Siedlungen wurden während arabischer Krawalle angegriffen und mussten evakuiert werden. Ab 1943 entstanden erneut vier religiöse und säkulare Kibbuzim (Kfar Etzion, Maasuot Jitzchak, Ein Tzurim und Rewadim), die zusammen etwa 450 Männer, Frauen und Kinder zählten.

Die vier Siedlungen, die auch unter dem gemeinsamen Namen Etzion-Block bekannt waren, sahen sich bald nach der Verabschiedung des UN-Teilungsplans für Palästina heftigen arabischen Angriffen ausgesetzt, da sie als Enklave in dem Teil Palästinas lagen, der einem künftigen arabischen Staat vorbehalten war. Bereits am 10. Dezember 1947 war ein Konvoi aus Bethlehem auf dem Weg zum Etzion-Block überfallen worden. Dabei wurden 10 Menschen getötet. Am 5. Januar 1948 wurden dann Kinder und Frauen mit britischer Unterstützung evakuiert, und Mitte Januar kam es zu einer ersten großen militärischen Auseinandersetzung:

„Schwere Niederlage der Aufrührer im Ezionblock. Von den Verteidigern drei gefallen, 14 verwundet. Im Ezionblock erlitten die arabischen ›Kampftruppen‹ die schwerste Niederlage seit Beginn der Unruhen. Es war ein Massenangriff, an dem an die 1000 Araber teilnahmen, die eigens zum ›heiligen Krieg‹ einberufen waren. Dessen Ziel war die Eroberung und Vernichtung der vier jüdischen Siedlungen in den Bergen von Hebron. 24 Stunden lang wiederholten sich die Angriffswellen der Araber. Die Sicherheitsorgane der Mandatsregierung erschienen erst nach Beendigung des Kampfes. Nach den Versuchen der vorhergehenden Tage, den Verkehr mit Jerusalem abzuschneiden, kam der Angriff den Verteidigern nicht unerwartet. In den früheren Unruhen war bekanntlich Kfar Ezion schon einmal geräumt worden, und die Araber hofften auch diesmal, das gleiche zu erreichen. Sie bezahlten mit über 100 Gefallenen und doppelt so viel Verwundeten das Mißlingen ihres Planes, und ließen eine Menge Waffen auf dem Kampfplatz zurück.“

Dieser Sieg hatte allerdings keine langfristige Bedeutung und wurde bereits am nächsten Tag durch weitere Opfer getrübt: „Eine Hilfsgruppe aus Jerusalem, fast ganz aus Studenten bestehend, […] wollte auf Umwegen Ezion erreichen, wurde aber verraten, angegriffen und bis auf den letzten Mann niedergemetzelt.“
Im Mai 1948 kam es zur letzten militärischen Auseinandersetzung um den Etzion-Block und dabei bei Kfar Etzion zu einem von zwei von palästinensisch-arabischer Seite während des Palästinakriegs verübten Massakern: Am 13. Mai 1948 ergaben sich nach halbjähriger Belagerung und weiteren erbitterten Gefechten die letzten Verteidiger von Kfar Etzion. Über 100 Kämpferinnen und Kämpfer wurden nach ihrer Gefangennahme von Soldaten der Arabischen Legion und Angehörigen lokaler Milizen ermordet, drei wurden von arabischen Offizieren gerettet, ein weiterer konnte nach Maasuot Jitzchak fliehen. Die anderen Siedlungen ergaben sich am nächsten Tag. Die Einwohner wurden gefangen genommen und die Häuser geplündert und verbrannt.

1949 würdigte David Ben-Gurion die jüdischen Kämpfer der Schlacht um den Etzion-Block, die vor allem dem Schutz von Jerusalem diente, mit den Worten:

„Vier Positionen im Herzen des feindlichen Territoriums hinderten sie daran, sich den Stadttoren zu nähern. Viele, zu viele für uns sind dort gefallen. Wenn es ein jüdisches Jerusalem gibt, dann geht der größte Dank der israelischen Geschichte und des ganzen Volkes an die Verteidiger von Gush Etzion.“

Dieses Ereignis teilt die Geschichte in zwei Zeiträume.
Nach dem Sechstagekrieg von 1967 wurde das Gebiet durch Israelis neu besiedelt. Die erste Siedlung, das neu erbaute Kfar Etzion, entstand bereits im September 1967. Viele der Rückkehrer in die Siedlung Kfar Etzion waren Kinder von Bewohnern der ursprünglichen Siedlungen.
In dem vom israelischen Ministerpräsidenten Ehud Olmert 2006 vorgestellten Konvergenz-Plan gehört der Siedlungsblock Gusch Etzion zu einer der drei großen Siedlungsareale jenseits der Grünen Linie im Westjordanland, die Israel für sich beansprucht. Auch Donald Trumps Friedensplan (2020) sah im Falle eines Friedensvertrags mit den Palästinensern die Angliederung Gusch Etzions an Israel vor. Beide Vorschläge wurden von der Palästinensischen Autonomiebehörde unter Mahmud Abbas abgelehnt und werden seitdem nicht weiter diskutiert.

## Siedlungsblock

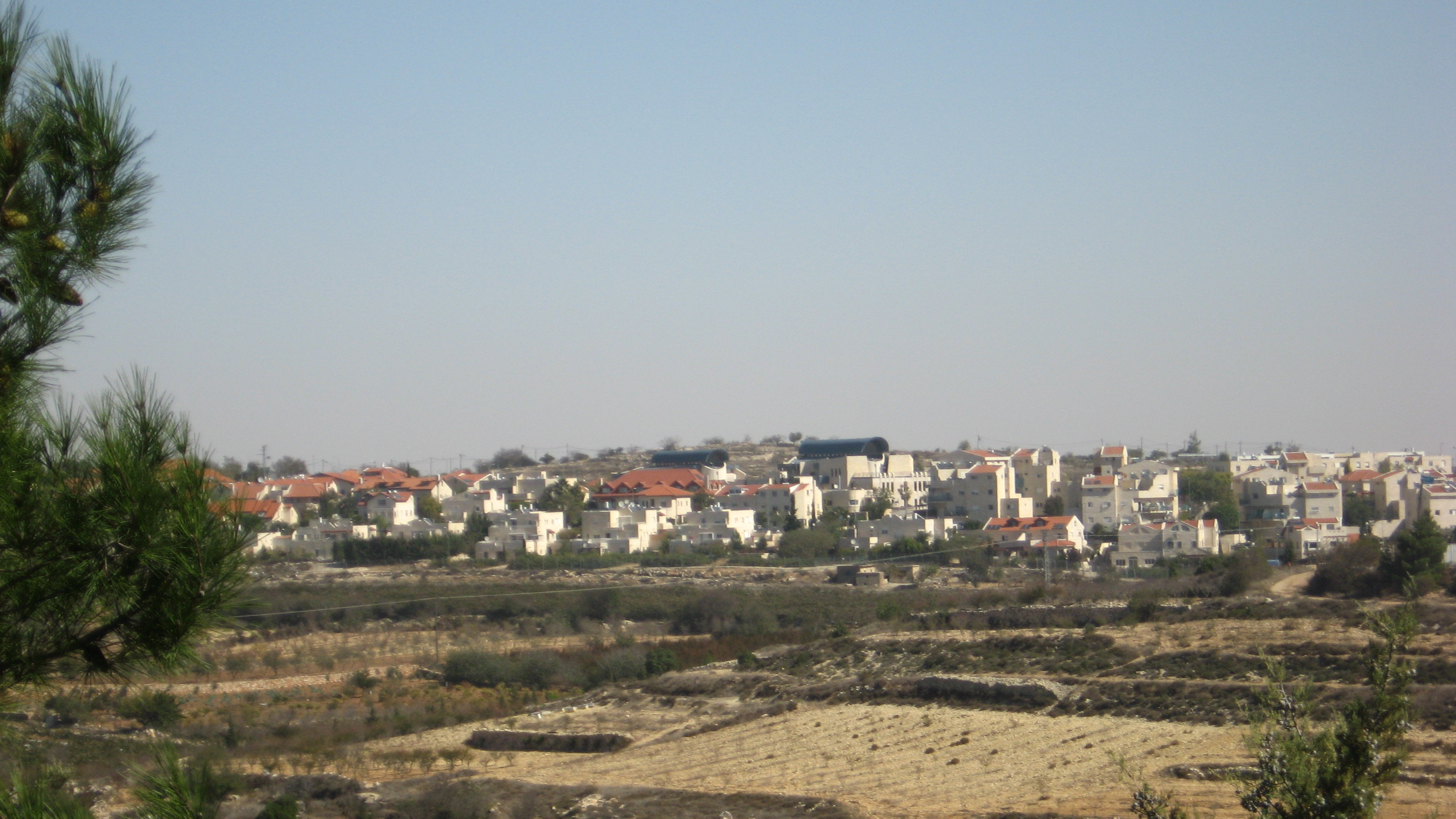
Allon Schewut im Jahr 2009

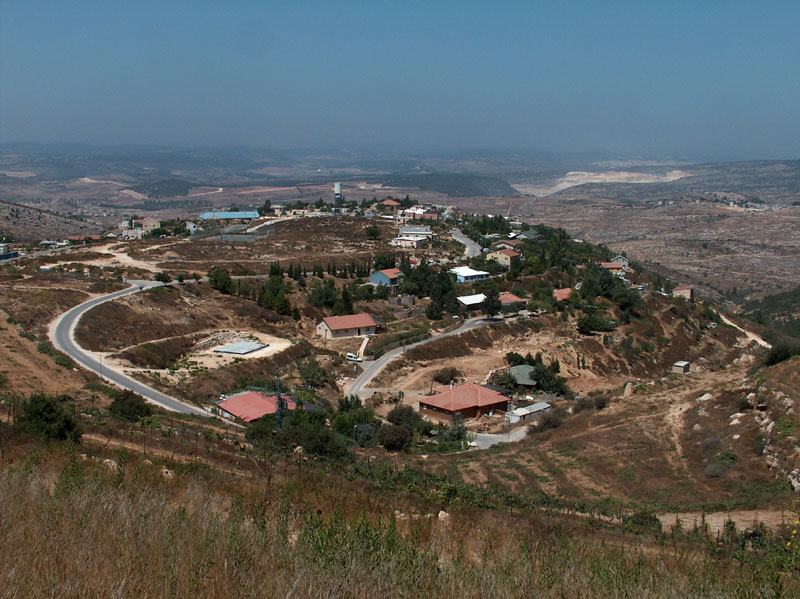
Bat Ajin im Jahr 2006

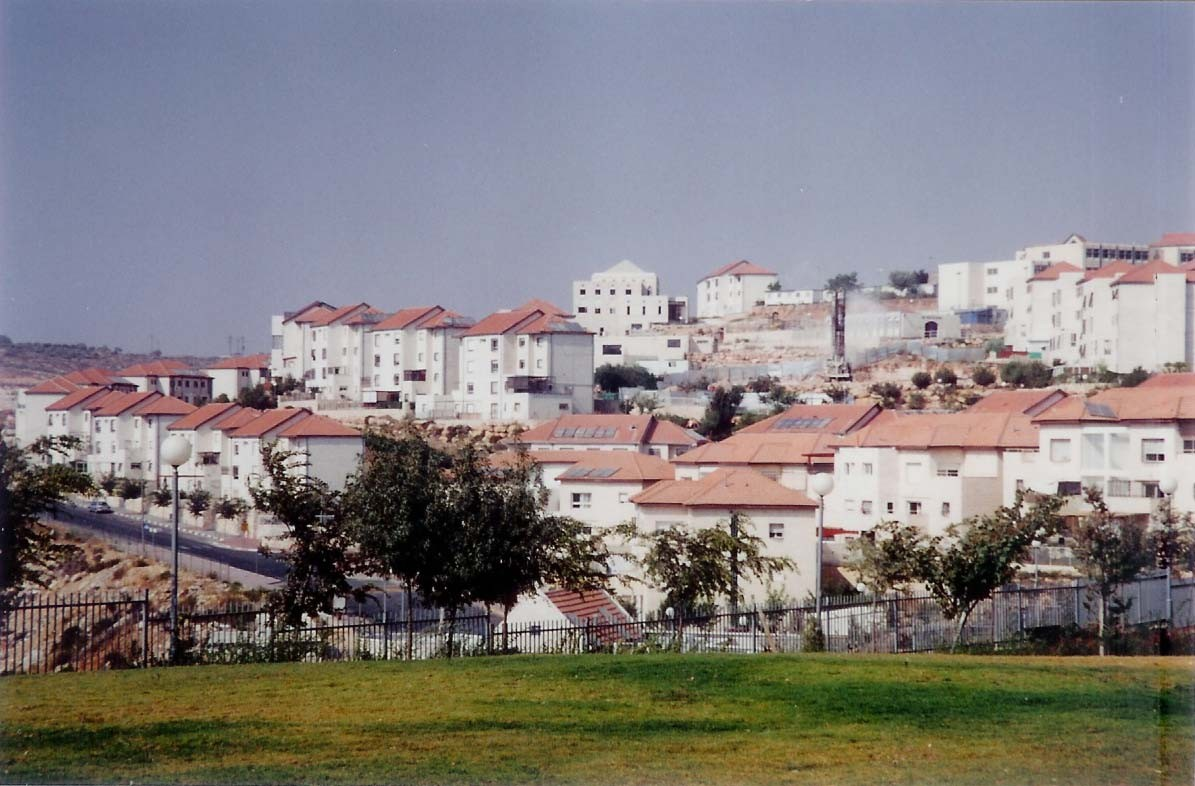
Beitar Illit im Jahr 1998

Der Siedlungsblock Gusch Etzion umfasst folgende Siedlungen:
| Name          | Hebräisch  | Gründung | Einwohner (2008) | Einwohner (2014) | Typ                   |
| ------------- | ---------- | -------- | ---------------- | ---------------- | --------------------- |
| Allon Schewut | אלון שבות  | 1970     | 3.400            | 3.141            | Gemeinschaftssiedlung |
| Bat Ajin      | בת עין     | 1989     | 900              | 1.196            | Gemeinschaftssiedlung |
| Beitar Illit  | ביתר עילית | 1985     | 38.800           | 46.874           | Stadtverwaltung       |
| Efrata        | אפרתה      | 1983     | 8.300            | 8.131            | Gemeindeverwaltung    |
| Elazar        | אלעזר      | 1975     | 1.706            | 2.535            | Gemeinschaftssiedlung |
| Gva’ot        | גְּבָעוֹת      | 1984     | 75               | ?                | Gemeinschaftssiedlung |
| Har Gilo      | הר גילה    | 1968     | 570              | 1.438            | Gemeinschaftssiedlung |
| Karmei Tzur   | כרמי צור   | 1984     | 700              | 1.011            | Gemeinschaftssiedlung |
| Kfar Etzion   | כפר עציון  | 1967     | 820              | 1.060            | Kibbuz                |
| Migdal Oz     | מגדל עוז   | 1977     | 440              | 447              | Kibbuz                |
| Neve Daniel   | נווה דניאל | 1982     | 1.883            | 2.174            | Gemeinschaftssiedlung |
| Rosch Tzurim  | ראש צורים  | 1969     | 560              | 910              | Kibbuz                |

## Regionalverwaltung

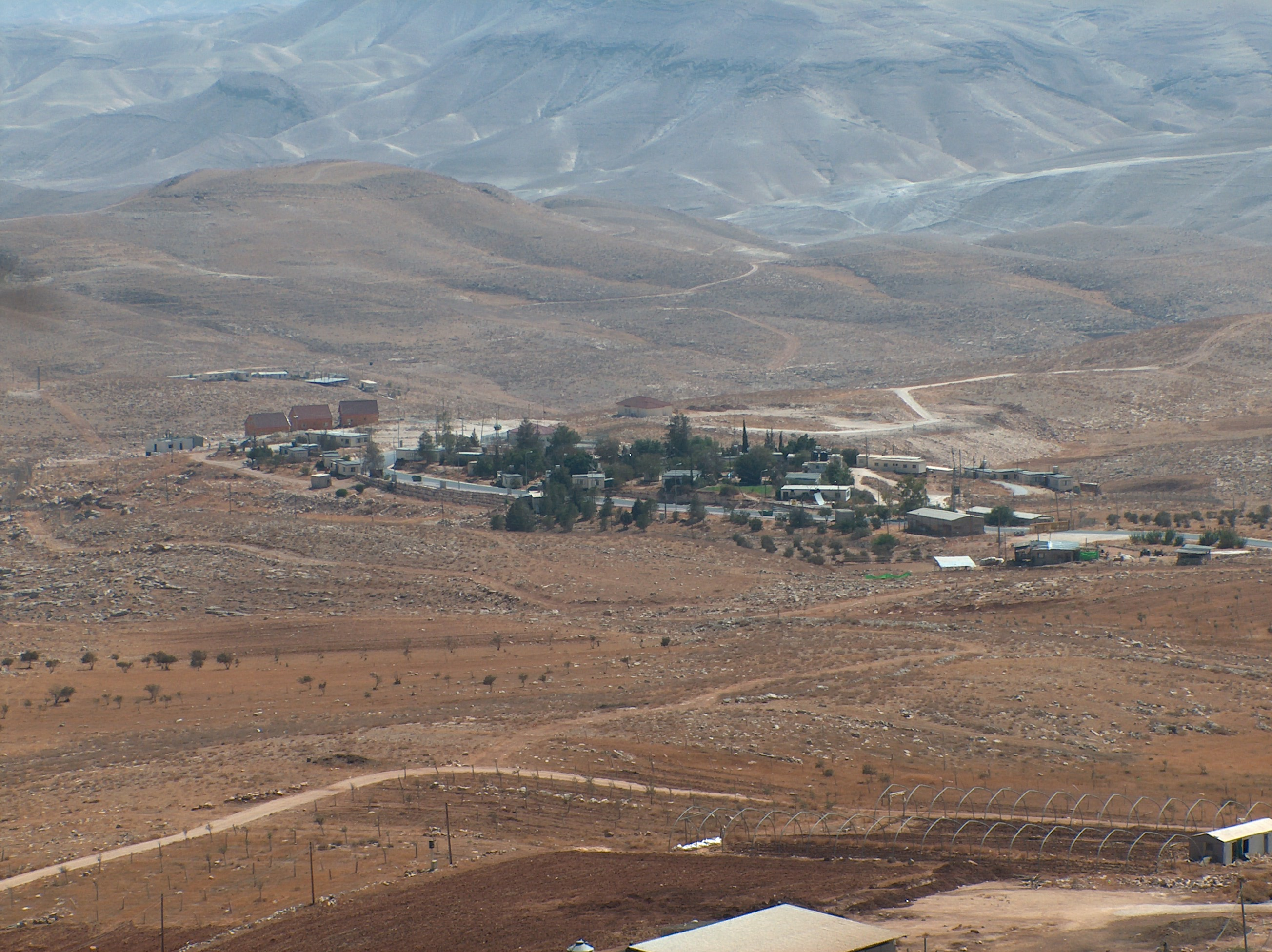
Kfar Eldad

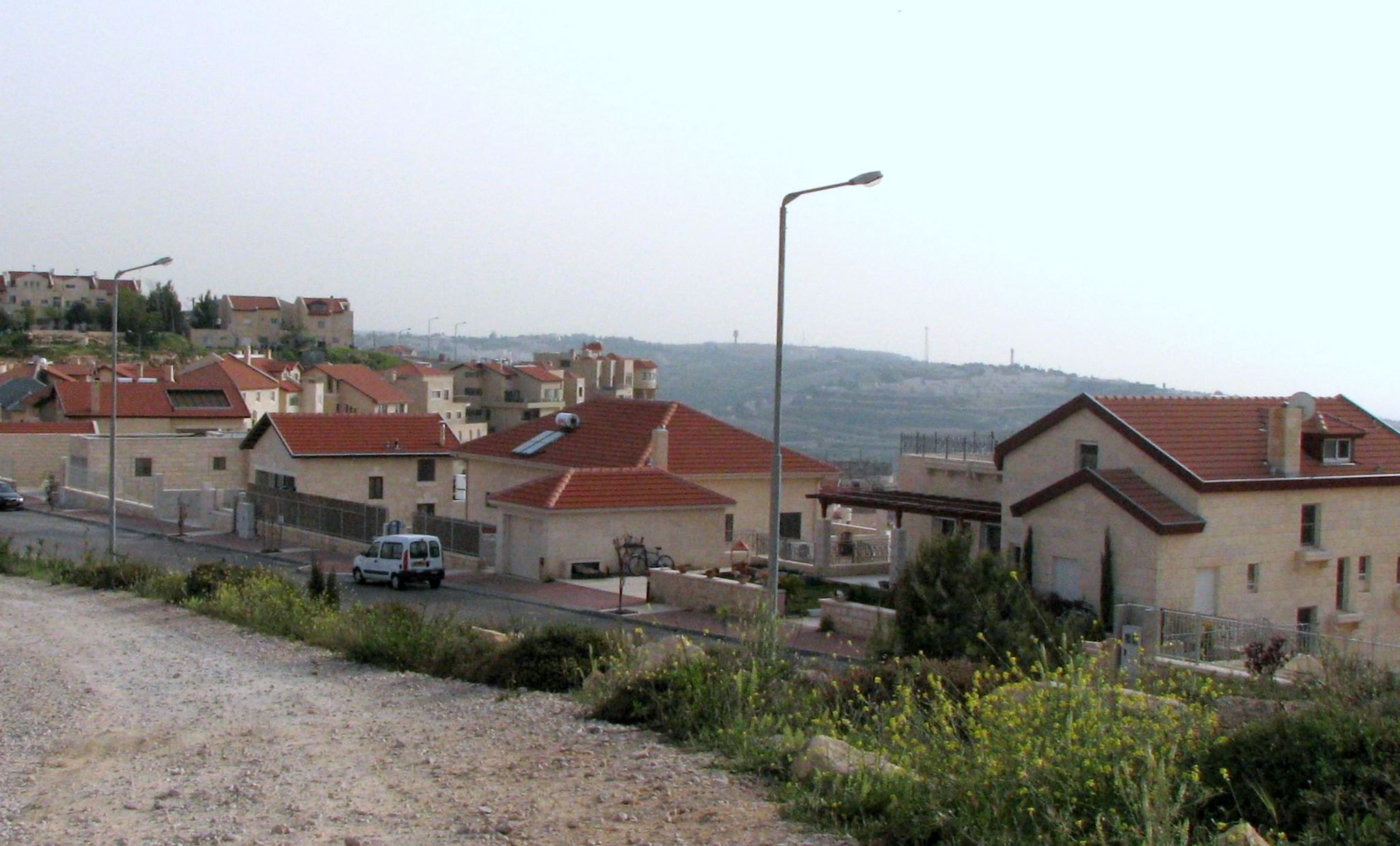
Neve Daniel

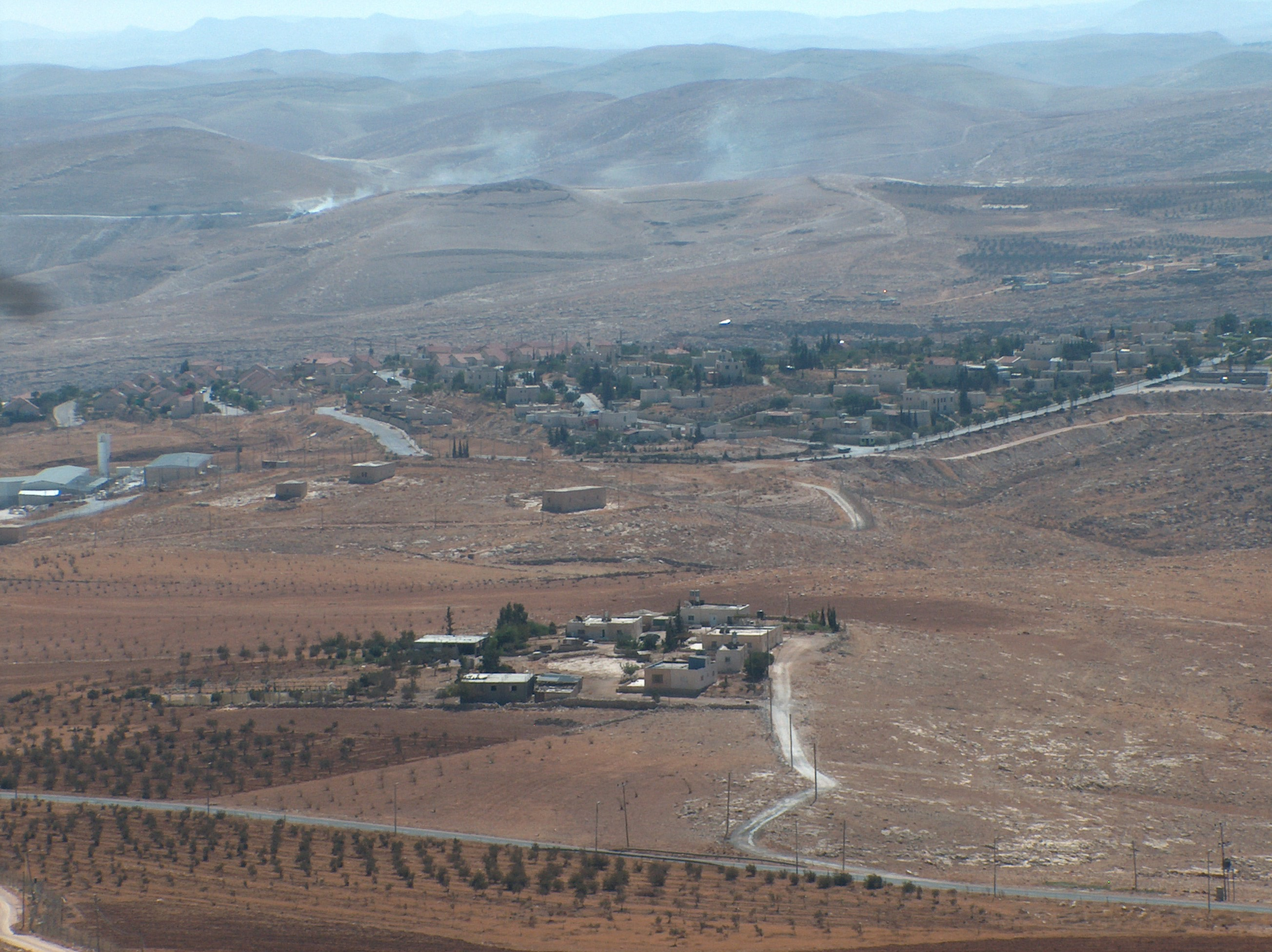
Nokdim

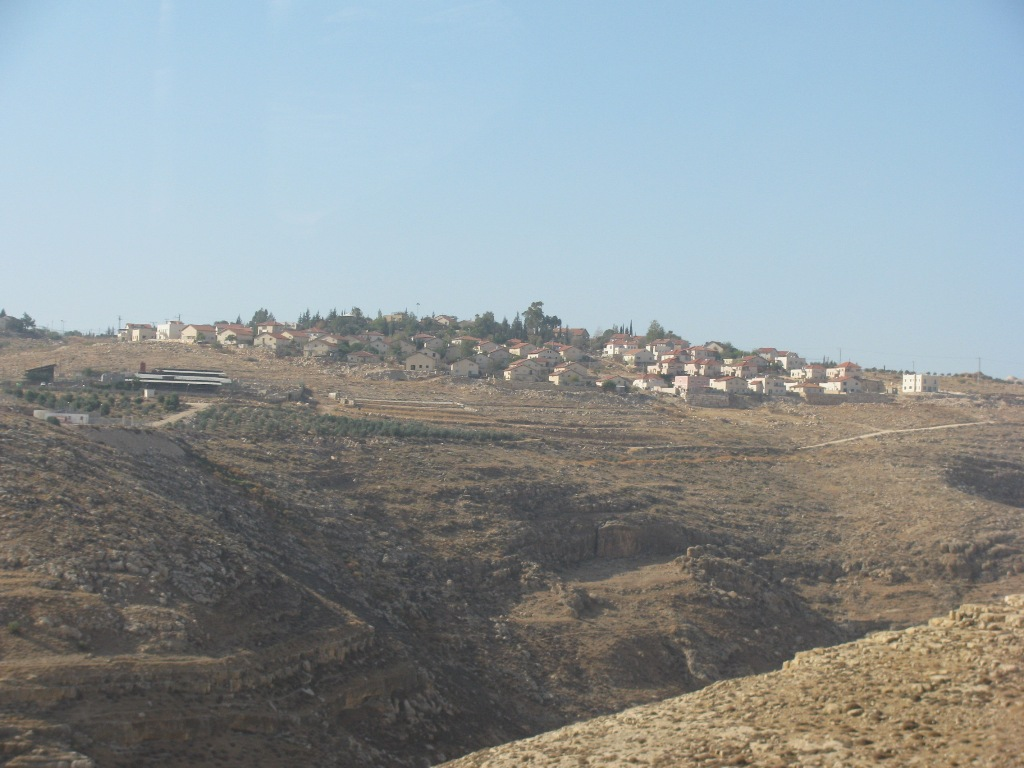
Tekoa

Die Regionalverwaltung Gusch Etzion (hebräisch מועצה אזורית גוש עציון, Mo'atza Azorit Gush Etzion) ist für alle Siedlungen des Siedlungsblocks, mit Ausnahme der eigenständigen kommunalen Verwaltungen Beitar Illit und Efrata zuständig. Darüber hinaus gehören ihr weitere Siedlungen in dem Judäischen Bergland an: Ibei Hanachal, Kedar, Kfar Eldad, Maale Amos, Maale Rehav'am, Metzad, Nokdim, Pnei Kedem und Tekoa.

### Geschichte
1980 wurde die Regionalverwaltung gegründet.

### Gliederung
Die Regionalverwaltung ist zuständig für:
- 3 Kibbuzim: → Liste der Kibbuzim
- 13 Gemeinschaftssiedlungen: → Tabelle der Gemeinschaftssiedlungen
- 8 Außenposten: → Tabelle der israelischen Siedlungen

### Einwohner
Die Einwohnerzahl beträgt 25.802 (Stand: Januar 2022).
Das israelische Zentralbüro für Statistik gibt bei den Volkszählungen vom 4. Juni 1983, 4. November 1995 und vom 28. Dezember 2008 für die Regionalverwaltung folgende Einwohnerzahlen an:
| Name           | Gründung | 1983  | 1995  | 2008   | Bemerkung                  |
| -------------- | -------- | ----- | ----- | ------ | -------------------------- |
| Allon Schewut  | 1970     | 1.200 | 1.870 | 3.298  |                            |
| Bat Ajin       | 1989     | –     | 365   | 950    |                            |
| Elazar         | 1975     | 133   | 417   | 1.706  |                            |
| Efrata         | 1980     | 207   | –     | –      |                            |
| Gva’ot         | 1984     | –     | –     | –      | Zu Allon Schewut           |
| Har Gilo       | 1968     | 201   | 380   | 479    |                            |
| Ibei HaNachal  | 1999     | –     | –     | –      | Außenposten, zu Maale Amos |
| Karmei Tzur    | 1984     | –     | 294   | 757    |                            |
| Kedar          | 1984     | –     | 220   | 852    |                            |
| Kfar Eldad     | 1994     | –     | –     | –      | Zu Nokdim                  |
| Kfar Etzion    | 1967     | 415   | 556   | 476    |                            |
| Maale Amos     | 1981     | 209   | 352   | 348    |                            |
| Maale Rechavam | 2007     | -     | –     | –      | Außenposten zu Kfar Eldad  |
| Metzad         | 1983     | –     | 292   | 253    |                            |
| Migdal Oz      | 1977     | 208   | 269   | 347    |                            |
| Neve Daniel    | 1982     | 69    | 655   | 1.883  |                            |
| Nokdim         | 1982     | 34    | 348   | 886    |                            |
| Pnei Kedem     | 2000     | -     | -     | -      | Außenposten zu Metzad      |
| Rosch Tzurim   | 1969     | 235   | 269   | 550    |                            |
| Sde Boaz       | 2002     | –     | –     | –      | Außenposten zu Neve Daniel |
| Tekoa          | 1977     | 188   | 813   | 1.635  |                            |
| Tzur Schalem   | 2001     | –     | –     | –      | Außenposten zu Karmei Tzur |
|                |          |       |       |        |                            |
| Gesamt         |          | 3.099 | 7.100 | 14.420 |                            |

### Bürgermeister
- Sheila Gal
- Shaul Goldstein (bis Dezember 2011)
- Davidi Perl (2012–2017)
- Shlomo Ne’eman (seit 2017)

## Museen
Die Geschichte von Gusch Etzion einschließlich der schweren Kämpfe im Krieg von 1948 mit der Folge der Zerstörung der Ortschaften ist sehr anschaulich im Zentralmuseum in Kfar Etzion neben der originalen, letzten Stellung der verteidigenden Kibbuzbewohner dargestellt – einschließlich einer audiovisuellen Darbietung.

## Veröffentlichungen
- Dror Greenblum: The Making of a Myth: The Story of Kfar Etzion in Religious Zionism 1948–1967, in: Israel Studies, Jg. 21 (2016), Heft 1, S. 132–156.
- Jonas Breng: Ziemlich beste Feinde, in: Stern Nr. 10, 2. März 2017, S. 60–65.